# École nationale supérieure de la nature et du paysage
L’École nationale supérieure de la nature et du paysage (ENSNP) est une école interne de l'institut national des sciences appliquées Centre Val de Loire (INSA CVL), dont elle est l'un des départements .

## Historique
L’École nationale supérieure de la nature et du paysage, implantée à Blois, est créée en 1993, avec l'appui de Jack Lang, maire de Blois, et de son premier directeur, Chilpéric de Boiscuillé. C'est un établissement public à caractère administratif (EPA) .
En 2015, l'ENSNP est intégrée à l'institut national des sciences appliquées Centre Val de Loire (INSA CVL), issu de la fusion entre l'école nationale d'ingénieurs du Val de Loire (ENIVL) et l'école nationale supérieure d'ingénieurs de Bourges (ENSIB) en 2014 . Le recrutement des élèves ingénieurs ayant été arrêté à la rentrée 2013, les derniers diplômés sortiront en 2018.
Elle est située à Blois dans le département de Loir-et-Cher en Centre-Val de Loire.

## Formation
L'École nationale supérieure de la nature et du paysage délivrait le diplôme d'ingénieur paysagiste, elle délivre depuis 2018 le diplôme d’État de paysagiste, comme trois autres écoles françaises. L'école recrute post-bac et la formation dure cinq ans.
Cette formation, au croisement des pratiques scientifiques et créatives, comprend des enseignements scientifiques tournés vers la compréhension des sciences du vivant, des enseignements de sciences humaines et sociales, des enseignements d'art plastique et de représentation, des enseignements techniques d'ingénierie du projet de paysage ; l'ensemble des enseignements convergent vers la pratique du projet de paysage. Les étudiants effectuent des stages en France et à l'étranger à raison d'un stage par an, soit 5 au cours de leur formation, sur une durée de 12 mois au total. La formation se conclut par un travail de fin d’études individuel sur un site et une problématique de leur choix (TFE) tout au long de la cinquième année .
Depuis son intégration à l'INSA CVL, le département issu de l’ancienne école nationale supérieure de la nature et du paysage ne délivrera plus un diplôme d'ingénieur, mais le diplôme d'État de paysagiste (DEP), qui confère le grade de master. La première promotion titulaire de ce diplôme est sortie de l’INSA en 2019 .
L'École de la nature et du paysage publie chaque année une revue Les Cahiers de l’École de Blois. Cette revue présente une sélection de travaux de fin d'études rassemblée autour d'un thème, des contributions d'enseignants et de professionnels, ainsi que d'artistes, photographes, scientifiques, écrivains. Chaque numéro de la revue propose une orientation de recherche, une piste à suivre et des idées à reprendre, plutôt qu’un état des lieux du paysage.